# 타이토 FX 시스템
타이토 FX 시스템은 타이토에서 개발한 플레이스테이션 호환 아케이드 게임 기판이다. 상위 기판으로 G-NET 시스템이 있다.

## 사양
- 주 CPU: R3000 커스텀 32bit RISC
- 사운드 칩
  - FX-1A: Z80 + YM2610B
  - FX-1B, G-NET: Panasonic MN1020012A, ZOOM ZSG-2 DSP, TMS57002 DSP